# Жуарина

Жуарина на карте штата.

Жуарина (порт. Juarina) — муниципалитет в Бразилии, входит в штат Токантинс. Составная часть мезорегиона Западный Токантинс. Входит в экономико-статистический микрорегион Мирасема-ду-Токантинс. Население составляет  2 231 человек на 2010 год. Занимает площадь 481,048 км². Плотность населения — 4,64 чел./км².

## Демография
Согласно сведениям, собранным в ходе переписи 2010 г. Национальным институтом географии и статистики (IBGE), население муниципалитета составляет:
| Полное население                               | Полное население                               | Полное население                               | Полное население                               | 2 231 |
| ---------------------------------------------- | ---------------------------------------------- | ---------------------------------------------- | ---------------------------------------------- | ----- |
| в том числе:                                   | Городское население                            | 1 033                                          | Процент городского населения, %                | 46,30 |
|                                                | Сельское население                             | 1 198                                          | Процент сельского населения, %                 | 53,70 |
|                                                | Мужское население                              | 1 176                                          | Процент мужского населения, %                  | 52,71 |
|                                                | Женское население                              | 1 055                                          | Процент женского населения, %                  | 47,29 |
| Плотность населения, чел/км²                   | Плотность населения, чел/км²                   | Плотность населения, чел/км²                   | Плотность населения, чел/км²                   | 4,64  |
| Население муниципалитета в % к населению штата | Население муниципалитета в % к населению штата | Население муниципалитета в % к населению штата | Население муниципалитета в % к населению штата | 0,16  |

По данным оценки 2016 года население муниципалитета составляет 2 245 жителей.

## Статистика
- Валовой внутренний продукт на 2003 составляет 4.744.875,00 реалов (данные: Бразильский институт географии и статистики).
- Валовой внутренний продукт на душу населения на 2003 составляет 1.887,38 реалов (данные: Бразильский институт географии и статистики).
- Индекс развития человеческого потенциала на 2000 составляет 0,677 (данные: Программа развития ООН).

## Важнейшие населенные пункты
| № | Населённый пункт | Населённый пункт (порт.) | Категория | Население чел. (2010) | На карте                       |
| - | ---------------- | ------------------------ | --------- | --------------------- | ------------------------------ |
| 1 | Жуарина          | Juarina                  | город     | 1 033                 | 8°07′11″ ю. ш. 49°05′47″ з. д. |
| 2 | Алжибейра        | Algibeira                | поселок   | 112                   | 8°07′20″ ю. ш. 49°12′02″ з. д. |